# Nereis hawaiiensis
Nereis hawaiiensis är en ringmaskart som beskrevs av Holly 1935. Nereis hawaiiensis ingår i släktet Nereis och familjen Nereididae. Inga underarter finns listade i Catalogue of Life.